# 米哈伊·楚尔卡什
米哈伊·楚尔卡什（羅馬尼亞語：Mihai Țurcaș，1942年11月18日—2002年12月22日），罗马尼亚男子皮划艇运动员。他曾代表罗马尼亚参加1964年和1968年夏季奥林匹克运动会皮划艇比赛，获得一枚银牌和一枚铜牌。